# Sopa'Ah
Sopa'Ah is een bestuurslaag in het regentschap Pamekasan van de provincie Oost-Java, Indonesië. Sopa'Ah telt 1012 inwoners (volkstelling 2010).